# Erythmelus mazzinini
Erythmelus mazzinini är en stekelart som först beskrevs av Girault 1915.  Erythmelus mazzinini ingår i släktet Erythmelus och familjen dvärgsteklar. Inga underarter finns listade i Catalogue of Life.